# الأعاصير في عام 2019

توثق هذه الصفحة أبرز الأعاصير وتفشي الأعاصير في جميع أنحاء العالم في عام 2019 . تتشكل الأعاصير القوية والمدمرة بشكل متكرر في الولايات المتحدة والأرجنتين والبرازيل وبنجلاديش وشرق الهند، ولكن يمكن أن تحدث في أي مكان تقريبًا في ظل الظروف المناسبة. تتطور الأعاصير أيضًا من حين لآخر في جنوب كندا خلال صيف نصف الكرة الشمالي وبشكل منتظم إلى حد ما في أوقات أخرى من العام عبر أوروبا وآسيا والأرجنتين وأستراليا . غالبًا ما تكون أحداث الأعاصير مصحوبة بأشكال أخرى من الطقس القاسي، بما في ذلك العواصف الرعدية القوية والرياح القوية والبرد .
كان هناك 1676 تقريرًا أوليًا مفلترًا عن الأعاصير في الولايات المتحدة في عام 2019،  تم تأكيد 1522 منها على الأقل. هذا يجعل 2019 الموسم الرابع الأكثر نشاطًا على الإطلاق، بعد 2008 و 2011 و 2004. تم تأكيد 100 حالة وفاة بسبب الأعاصير في جميع أنحاء العالم؛ 42 في الولايات المتحدة،  28 في نيبال، 14 في الصين، سبعة في كوبا، واثنتان في كل من جنوب أفريقيا وتركيا وإندونيسيا، وواحدة في كل من شيلي وإيطاليا واليابان.

## شهر يناير
تم الإبلاغ عن 18 إعصارًا في الولايات المتحدة في يناير.  ومع ذلك، تم تأكيد 22.

### 11 يناير (إندونيسيا)
في 11 يناير، تشكل إعصار ضعيف فوق باندونغ في مقاطعة جاوة الغربية الإندونيسية. ولم تقع وفيات ولكن أصيب 102 شخص. لحقت أضرار بنحو 600 منزل، مما تسبب في أضرار قدرها 50 مليون دولار.  

### 19 يناير
في 19 يناير، أصدر مركز التنبؤ بالعاصفة خطرًا طفيفًا من الطقس القاسي لكثير من ميسيسيبي وألاباما، إلى جانب أجزاء من لويزيانا وجورجيا وفلاند بانهاندل . وشمل ذلك خطر 5٪ من الأعاصير. أثر تفشي إعصار صغير على الجنوب العميق في وقت لاحق من ذلك اليوم. ضربت خمسة أعاصير ضعيفة ميسيسيبي ولويزيانا في ساعات الصباح، بما في ذلك إعصار بمقياس 1 فوجيتا المحسن الذي دمر منزلاً متنقلًا ومبنى تخزين وتسبب في أضرار كبيرة في السقف للمنازل المحيطة إلى الشمال الشرقي من فرانكلينتون ، لويزيانا . أحدث إعصاربقياس 2 فوجيتا المحسن متطور أضرارًا هيكلية كبيرة في ويتومبكا، ألاباما . تم تدمير الكنيسة المشيخية الأولى، إلى جانب الكنيسة المعمدانية الأولى، ومركز الشرطة، ومركز كبير، والعديد من المنازل تضررت بشدة أو دمرت. وأصيب أربعة أشخاص.   دمر إعصار 1 مقياس فوجيتا المحسن بالقرب من بوث، ألاباما مقطورة، مما أدى إلى إصابة شخصين في الداخل. هبطت ثلاثة أعاصير بشدة 1 فوجيتا المحسن أخرى في ألاباما وفلاند بانهاندل، بما في ذلك واحد تسبب في أضرار في قاعدة تيندال الجوية. وعموما، أنتجت هذه الفاشية 10 أعاصير وأسفرت عن ستة إصابات. 

### 24 يناير (تركيا)
في 24 يناير، تأثرت تركيا بأربعة أعاصير. لقي شخصان مصرعهما وأصيب 11 في إعصار شدته 2 فوجيتا في منطقة كوملوكا بمقاطعة أنطاليا، حيث تعرضت المنازل والشركات لأضرار جسيمة. كما ألقي الإعصار على العديد من المركبات والمقطورات وألحق بها أضرار. ووقعت إحدى القتلى عندما حاول رجل الاحتماء داخل حاوية شحن معدنية في موقع بناء، بينما وقع الآخر نتيجة لانهيار سقف.   ودمر إعصار آخر من طراز 2 فوجيتا مساحة كبيرة من الأشجار في منطقة غابات كثيفة بالقرب من أوليمبوس، في حين دمر اعصار 1 فوجيتا بالقرب من كوم، تركيا منازل ودفيئات. في ساهيلكنت، تسبب إعصار 2 فوجيتا في أضرار جسيمة للمركبات أيضًا. 

### 27 يناير (كوبا)
ضرب إعصار ليلي عنيف بمقياس 4 فوجيتا المحسن الجانب الشرقي من هافانا، عاصمة كوبا، مما أسفر عن مقتل 7 أشخاص وإصابة 193 آخرين، بعضهم في حالة حرجة. تسبب إعصار المدخنة الكبير في أضرار جسيمة أثناء تحركه عبر مناطق مكتظة بالسكان في المدينة. تضررت أو دمرت العديد من المنازل والأعمال التجارية المبنية بشكل جيد، بما في ذلك 90 منزلا انهار تماما، و 30 منزلا تضرر بشدة أو انهارت جزئيا. تم إلقاء العديد من المركبات في المباني، وسحقها بسبب الحطام المتساقط، أو تم رميها وتشويهها بشكل لا يمكن التعرف عليه. كما تم قطع العديد من الأشجار وأعمدة الكهرباء. كان هذا أقوى إعصار يضرب كوبا منذ 80 عامًا تقريبًا، عندما ضرب إعصار شدته 4 فوجيتا بيوكال في 26 ديسمبر 1940.     

## شهر فبراير
تم الإبلاغ عن 26 إعصارًا  في الولايات المتحدة في فبراير. ومع ذلك، تم تأكيد 27 في وقت لاحق.

### 23-24 فبراير
في صباح يوم 23 فبراير، أصدر مركز التنبؤ بالعواصف خطر معتدل من الطقس القاسي. وشمل ذلك منطقة مخاطر بنسبة 15٪ تحل محل الأعاصير. ولوحظت إمكانية وجود بعض الأعاصير القوية طويلة المدى. في مساء يوم 23 فبراير، حتى ساعات الصباح الأولى أو 24 فبراير، وقع تفشي إعصار صغير في أجزاء من ميسيسيبي وألاباما وجورجيا (ولاية أمريكية). هز إعصار كبير شدته 3 فوجيتا المحسن مغطى بالمطر وضرب مدينة كولومبوس، ميسيسيبي، مما أدى إلى إتلاف أو تدمير العديد من المنازل والشركات في المدينة. تم تدمير الكنيسة إلى حد كبير، وانحني الجزء العلوي من برج الزنزانة. تم تقريبًا بناء متجر بقالة كبير من الطوب، مما أدى إلى وفاة واحدة والأولى من عام 2019. وأصيب تسعة عشر شخصا آخرون جراء الإعصار.  تسبب إعصار بقياس 2 فوجيتا المحسن أيضًا في إلحاق أضرار جسيمة بالمنازل والأشجار عندما قطع الحافة الغربية من بورنسفيل (ميسيسيبي) . بالإضافة إلى ذلك ، أدى إعصار 1 فوجيتا المحسن بالقرب من Kingville، ألاباما إلى إسقاط مئات الأشجار وتدمير منزل صناعي. بشكل عام، أنتجت هذه الفاشية ثمانية أعاصير، وقتلت شخصًا واحدًا، وأسفرت عن 19 إصابة. 

## شهر مارس
تم الإبلاغ عن 145 إعصارًا في الولايات المتحدة في مارس ،  تم تأكيد 111 منها.

### 3 مارس
في 1 مارس، تم تسليط الضوء على أجزاء من ألاباما وجورجيا وفلوريدا وكارولاينا الجنوبية في خطر طفيف للطقس القاسي من قبل مركز التنبؤ بالعاصفة. في 2 مارس، خلال التوقعات المسائية المحدثة، أصدر مركز التنبؤ بالعاصفة خطرًا محسنًا من معظم شرق ولاية ألاباما، يمتد عبر وسط جورجيا إلى غرب ولاية كارولينا الجنوبية بسبب خطر بعض الأعاصير القوية. في 3 مارس، حافظ مركز التنبؤات العاصفة على منطقة الخطر المحسنة، والتي تضمنت منطقة خطر معلقة بنسبة 10 ٪ للأعاصير. في وقت لاحق من بعد ظهر ذلك المساء و في المساء ، وقع اندلاع إعصار عبر أجزاء من ألاباما وجورجيا وفلوريدا وساوث كارولينا حيث انتشرت العديد من العواصف الرعدية العاصفة الرعدية في المنطقة. قتل إعصار شدته 4 فوجيتا المحسن العنيف طويل المدى 23 شخصًا أثناء تدمير المجتمع الريفي في بيوريجارد في مقاطعة لي (ألاباما) . تم تسوية المنازل التي تم بناؤها جيدًا، وتم قطع الأشجار، وتم رفع المركبات وتعطيلها بشكل لا يمكن التعرف عليه بواسطة هذا الإعصار العنيف. استمر الإعصار عبر الأجزاء الغربية من جورجيا، وضرب تالبوتون بقوة 3 فوجيتا المحسن وتسبب في أضرار كبيرة في تلك المدينة قبل تبديدها. بالإضافة إلى 23 حالة وفاة، أصيب 97 شخصا جراء الإعصار.    أأنهى إعصار بوريجارد خط رقم قياسي بلغ 673 يومًا دون إعصار عنيف (4 فوجيتا المحسن أو 5 فوجيتا المحسن) في الولايات المتحدة منذ أن سقط آخر واحد بالقرب من كانتون (تكساس) في 29 أبريل 2017. كما كان أعنف إعصار يضرب الولايات المتحدة منذ إعصار موور 2013 . 
بالقرب من يوفولا، تسبب إعصار متطور قياسه 2 فوجيتا المحسن في إحداث أضرار كبيرة في الهياكل والطائرات في ميدان ويدون، كما دمر محطة إطفاء. تسبب إعصار آخر شدته 2 فوجيتا المحسن في أضرار جسيمة في المنازل والمركبات بالقرب من فورت فالي، جورجيا، مما أدى إلى إصابة شخص واحد. كما تأثرت مدينة القاهرة بجورجيا بشكل كبير بسبب إعصار قياسه 2 فوجيتا المحسن، حيث تضررت المنازل والشركات بشدة وأصيب شخصان. في فلوريدا، أصيب شخصان عندما دمر إعصار 3 فوجيتا المحسن عدة منازل إلى الشرق من تالاهاسي. في كارولينا الجنوبية، قطع اعصار 2 فوجيتا المحسن أشجارًا كبيرة وأعمدة كهربائية، وألحقت أضرارًا بمحطة وقود، وأصاب أربعة أشخاص بالقرب من كلاركس هيل. كما هبطت العديد من الأعاصير الضعيفة، بما في ذلك 0 فوجيتا المحسن الذي ضرب وسط مدينة ماكون (جورجيا) . بشكل عام، أنتجت هذه الفاشية 41 إعصارًا وقتلت 23 شخصًا. وقعت جميع الوفيات من هذا التفشي في مقاطعة لي (ألاباما) نتيجة لإعصار 4 فوجيتا المحسن طويل المدى الذي ضرب بيوريجارد. 